# بازی شبکه اجتماعی
بازی شبکه اجتماعی (انگلیسی: Social-network game) نوعی بازی آنلاین است که از طریق شبکه‌های اجتماعی یا رسانه‌های اجتماعی انجام می شود. آنها معمولاً دارای مکانیک گیم‌پلی چند نفره هستند. بازی های شبکه های اجتماعی در ابتدا به عنوان بازی‌های ساده موجود در مرورگرها معرفی شدند. زمانی که بازی‌های موبایل آغاز شد، بازی‌ها به موبایل نیز منتقل شدند. در حالی که بسیاری از جنبه‌های بازی‌های ویدئویی سنتی را به اشتراک می‌گذارند، بازی‌های شبکه‌های اجتماعی اغلب موارد دیگری را به کار می‌گیرند که آنها را متمایز می‌کند. به طور سنتی آنها به بازی های اجتماعی و بازی کژوال گرایش دارند.